# Veselka (Kněževes)
Veselka (deutsch Wessel, früher Wessella)  ist ein Ortsteil der Gemeinde Kněževes in Tschechien. Er liegt drei Kilometer nordöstlich von Olešnice und gehört zum Okres Blansko. Wegen der erhaltenen historischen Bausubstanz wurde Veselka zum ländlichen Denkmalschutzgebiet erklärt.

## Geographie
Veselka befindet sich im Bergland der oberen Swratka, einem Teil der Böhmisch-Mährischen Höhe, auf einer Hochebene, die gegen Osten steil zum Tal der Křetínka abfällt. Das Dorf weist eine unregelmäßige Rundlingsform auf. Südlich erhebt sich der Zelenkův kopec (666 m) und im Nordwesten der Na Oboře (634 m). Einen Kilometer nördlich verlief die historische Landesgrenze Mährens zu Böhmen.
Nachbarorte sind Hutě und Bohuňov im Norden, Horní Poříčí im Nordosten, Prostřední Poříčí im Osten, Dolní Poříčí, Křetín und Ústup im Südosten, Rozsíčka und Crhov im Süden, Olešnice und Lamberk im Südwesten, Velké Tresné im Westen sowie Kněževes und Jobova Lhota im Nordwesten.

## Geschichte
Die erste schriftliche Erwähnung des zur Herrschaft Křetín gehörigen Dorfes erfolgte im Jahre 1367. Das Dorf lag am alten Strenitzer Steig zwischen Mähren und Böhmen. Besitzer waren u. a. die Herren von Vojenice. Seit 1521 ist in Veselka ein herrschaftlicher Vorwerkshof nachweisbar, der im Laufe der Zeit mit dem Křetíner Großgrundbesitz vereinigt wurde. Der Ort wurde u. a. als Veselí und später als Veselá bezeichnet. Ferdinand II. zog 1618 die Güter der Vojenický wegen Beteiligung am mährischen Ständeaufstand ein und übergab die Herrschaft Křetín an Friedrich Kaltenhof von Malejov. Nach dessen Tode ersteigerte Simon Kratzer von Schönsberg 1623 die Güter. Zu dieser Zeit bestand das Dorf aus fünf Häusern. 1629 verkaufte Kratzer die Herrschaft mit den zugehörigen Dörfern Vřesice, Vranová, Křetín, Veselka, Dolní Poříčí, Horní Poříčí, Prostřední Poříčí, Bohuňov, Studlov und Bradlné an Otto Melander von Schwarzenthal. Nachfolgend kam es zu häufigen Besitzerwechseln. 1656 erwarb Marie Elisabeth Eggert von Grünberg die Güter, ihr folgte Johann Walderode von Eckhausen. Die Grafen Walderode, ab 1816 Desfours-Walderode. Im Jahre 1790 lebten in dem Dorf 96 Menschen. Das älteste Ortssiegel zeigt einen Pflug mit der Umschrift Obec Vesela na Morave. 1834 hatte Veselka 161 Einwohner. Nach dem Bau der Eisenbahn verlor die Kaiserstraße, die von Ústup ins böhmische Trpín führte, ab 1848 ihre Bedeutung.
Nach der Aufhebung der Patrimonialherrschaften bildete Veselá ab 1850 eine Gemeinde in der Bezirkshauptmannschaft Boskovice. 1890 hatte das Dorf 150 Einwohner, im Jahre 1900 waren es 151. 1912 wurde die Schule eingeweiht, zuvor erfolgte der Unterricht in Olešnice. Seit 1925 führte die Gemeinde den Namen Veselka. Im Jahre 1938 lebten in der Gemeinde 138 Menschen. Nach dem Zweiten Weltkrieg sank die Einwohnerzahl rapide, 1947 lebten in dem Dorf nur noch 72 Menschen. Bis 1960 war die Zahl der Einwohner auf 63 gesunken. Mit Beginn des Jahres 1961 wurde Veselka nach Kněževes eingemeindet und zugleich dem Okres Blansko zugeordnet. Im Jahre 1980 hatte das Dorf 47 Einwohner. 1990 lebten in den acht, dauerhaft zu Wohnzwecken genutzten Häusern von Veselka 32 Menschen. Im Jahre 2001 bestand das Dorf aus 23 Wohnhäusern, in denen 24 Menschen lebten.

## Sehenswürdigkeiten
- Kapelle am Dorfplatz, erbaut 1872
- Gehöfte in Volksbauweise
- Denkmal für den 1918 in Conegliano hingerichteten italienischen Legionär Václav Tintěra, errichtet 1921
- Aussichtsturm auf dem Zelenkův kopec, der 7 m hohe überdachte hölzerne Bau mit Plattformen entstand im Jahre 2006. Er ist gleicher Bauart wie der 2004 auf dem Kopaniny bei Olešnice errichtete Turm.